# بين إف. هولت
بين إف. هولت هو سياسي أمريكي، ولد في 1 نوفمبر 1925 في جينا في الولايات المتحدة، وتوفي في 18 سبتمبر 1995 في بينيفيلي في الولايات المتحدة. نشط حزبياً في الحزب الديمقراطي. وقد انتخب عضو مجلس نواب لويزيانا ‏.